# Sophie Arnould

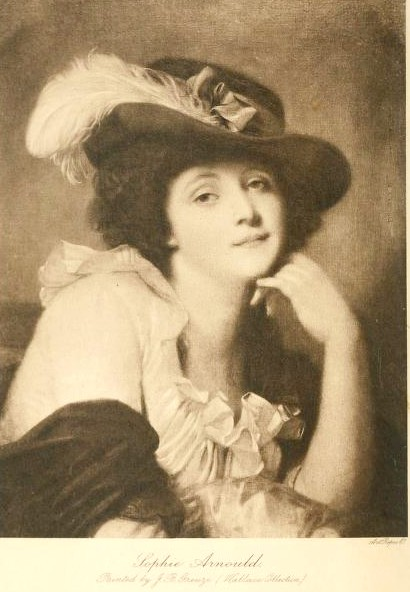
Sophie Arnould (Jean-Baptiste Greuze).

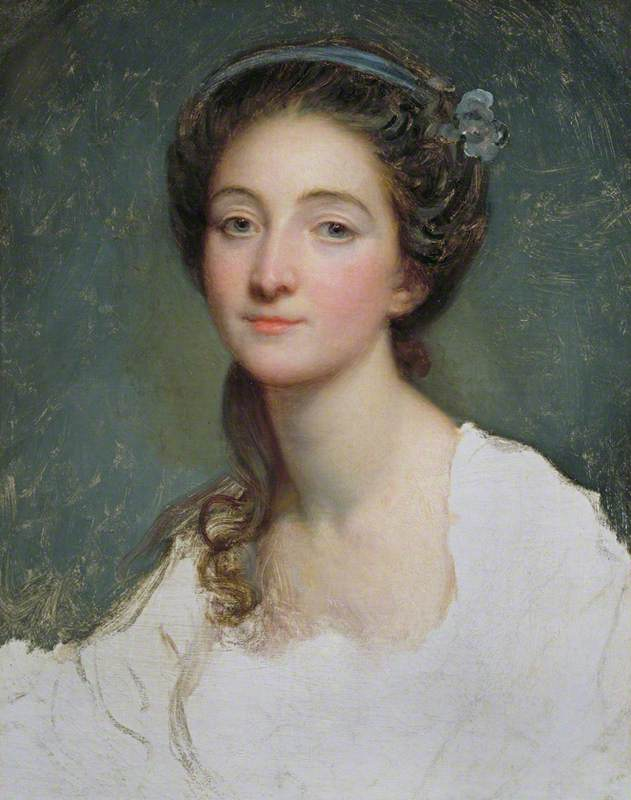
Sophie Arnould (Jean-Baptiste Greuze, ca. 1773).

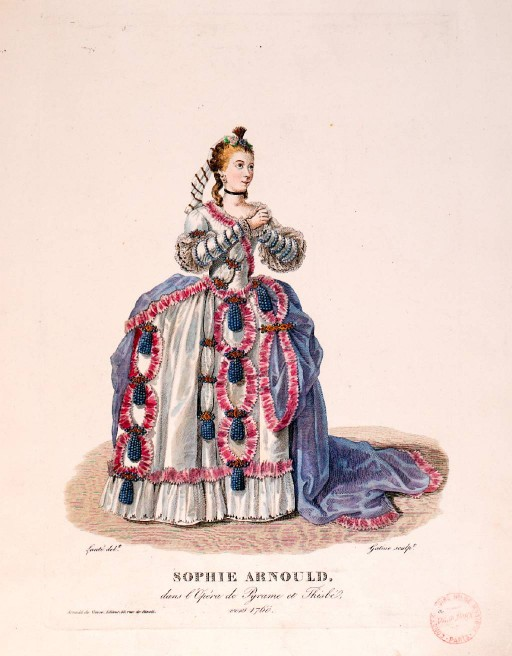
Sophie Arnould in der Oper Pyrame et Thisbé.

Madeleine-Sophie Arnould, auch Magdeleine Arnould (* 13. Februar 1740 in Paris; † 22. Oktober 1802 oder 1803 ebenda) war eine französische Opernsängerin (Sopran) und Salonnière der Aufklärung.

## Leben
Arnould gab über sich selbst an, dass sie in der Kammer geboren worden sei, in der Jahre zuvor der Admiral Gaspard II. de Coligny ermordet wurde. Diese Aussage stimmt vermutlich nicht, denn die Brüder Edmond und Jules de Goncourt fanden in den Nationalarchiven einen Auszug aus dem Taufregister der Kirche St-Roch in dem es heißt:

“The year One thousand seven-hundred-and-forty, the 14th of February, Magdeleine Sophie, daughter of Jean Arnould, here present, and of Rose Marguerite Laurent his wife, born yesterday Rue Louis le Grand in this parish, has been baptised. …”

„Im Jahr Eintausendsiebenhundertundvierzig, am 14. Februar, wurde Magdeleine Sophie, Tochter von Jean Arnould, hier anwesend, und von Rose Marguerite Laurent, seiner Frau, geboren am Vortage in der Rue Louis le Grand in dieser Gemeinde, getauft …“

Sie war die älteste Tochter von Jean Arnould und dessen Frau Rose Marguerite (geborene Laurent) und hatte zwei Brüder und zwei Schwestern. Sie wohnten aber tatsächlich, allerdings erst einige Jahre später, in dem Haus des Admirals. Ihre jüngere Schwester Rosalie war von 1770 bis 1790 Kammermusikerin beim König.
Ihre Eltern führten einen Gasthof bei Saint-Germain d’Auxerre, wo das junge Mädchen den Reisenden aufgefallen sein soll. Durch ihre Mutter gut erzogen, sollte Arnould in ein Kloster eintreten. Kardinal de Bernis, Alexis Piron sollen diesen Absichten entgegengewirkt haben, Maria Leszczyńska sie mit Süßigkeiten versorgt haben; die Gastwirtin soll sogar einen gewagten Brief von Voltaire an ihre Tochter zerrissen haben. Die Äbtissin von Penthemont, der ihre weitere Erziehung überlassen wurde, übergab Sophie Arnould dem Oberhofmeister für Musik, welcher ihr eine Opernkarriere ans Herz legte. Es ist überliefert, dass Sophie nach einer Entführung durch den Herzog von Lauragais aus der elterlichen Herberge als „Elevin“ an den französischen Hof in die königliche Kapelle kam. Ihr Debüt an der Pariser Oper gab sie am  15. Dezember 1757. Schon im Folgejahr gehörte sie fest zum Ensemble in Opern von Lully, Rameau, Destouches, Monsigny und anderen. Hier blieb sie bis 1778 der Liebling des Publikums und war die »Königin des Theaters« wie Christoph Willibald Gluck sie rühmte, als er mit ihr seine Iphigenie erarbeitete, sie sang auch in der französischen Erstaufführung seines Orphee. Arnould glänzte ebenso sehr durch ihren reinen, lebhaften und ausdrucksvollen Gesang wie durch ihr schönes Spiel.
Ihr Publikum, vor allem ihre Verehrer, verglichen Arnould mit Ninon de Lenclos. In ihrem Salon empfing sie berühmte Aufklärer ihrer Zeit wie d’Alembert, Diderot, Mably, Duclos, J. J. Rousseau und Benjamin Franklin.
Pierre-Joseph Bernard, Jean Dorat, Charles-Simon Favart und Antoine François Marmontel haben sie besungen.
Arnould, Magdaleine-Sophie war eine der kulturhistorisch interessantesten Gestalten unter den Gesangs-Sternen des 18. Jahrhunderts.
Gegenüber Rivalinnen an der Oper – etwa Marie Madeleine Guimard und Marie Camargo äußerte sich Arnould voller Hohn. Ihr zuweilen sehr beißender Witz wurde sprichwörtlich, so dass Albéric Deville ihre Bonmots unter dem Titel „Arnoldiana“ sammelte und nach ihrem Tod veröffentlichte (1813).
Trotz ihrer Karriere bei Hofe konnte sich die resolute Frau gegen die Sansculotten durchsetzen. Durch die Vermittlung des Polizeiministers Joseph Fouché gewährte ihr der Staat eine Pension und freie Wohnung im Hotel d’Angevillers, wo sie ebenfalls der Mittelpunkt eines Kreises von Dichtern, Künstlern und Philosophen war.
Arnould war die Mätresse von Louis-Léon de Brancas, Duc de Lauragais. Nur ihn soll sie – trotz zahlreicher Affären – geliebt haben, selbst nachdem sie seine flatterhafte Natur erkannt habe. Ihr gemeinsamer Sohn Antoine Constant wurde am 16. Oktober 1784 geboren und am 12. Juli 1786 von seinem Vater anerkannt.
Nach dem Ende ihrer Karriere am Theater erhielt sie von der Akademie eine Pension auf Lebenszeit, die jährlich 2000 Livre betrug.